# Стоун Сити (Ајова)
Стоун Сити (енгл. Stone City) насељено је место без административног статуса у америчкој савезној држави Ајова.

## Демографија
По попису из 2010. године број становника је 192.
| Група             | 2000.    | 2010.       |
| Белци             | 0 (0,0%) | 188 (97,9%) |
| Афроамериканци    | 0 (0,0%) | 2 (1,0%)    |
| Азијати           | 0 (0,0%) | 2 (1,0%)    |
| Хиспаноамериканци | 0 (0,0%) | 0 (0,0%)    |
| Укупно            | 0        | 192         |